# Lista de episódios de The Munsters
1ª Temporada - 1964/65 - 38 episódios.
1. "Mascarada Monstruosa" (Munster Masquerade)
2. "Meu Querido Monstro" (My Fair Munster)
3. "Passeio Pelo Lado Macio" (A Walk on the Mild Side)
4. "Dorme, Dorme Monstro" (Rock-a-Bye Munster)
5. "A Malícia de Pike" (Pike's Pique)
6. "Monstros em declínio" (Low-Cal Munster)
7. "O homem de lata" (Tin Can Man)
8. "Herman, o Grande" (Herman the Great)
"9. Bata na Madeira, Aí Vem Charlie" (Knock Wood, Here Comes Charlie)
10. "Cigarras de Outono" (Autumn Croakus)
11. "Um Passeio à Meia-Noite" (The Midnight Ride of Herman Munster)
12. "A Beldade Adormecida" (The Sleeping Cutie)
13. "Retrato de Família" (Family Portrait)
14. "Vovô Sai de Casa" (Grandpa Leaves Home)
15. "O Rival de Herman" (Herman's Rival)
16. "Vovô Dá o Grito da Selva" (Grandpa's Call of the Wild)
17. "Família de Estrelas" (All-Star Munster)
18. "Se um Marciano Atender, Desligue!" (If a Martian Answers, Hang Up)
19. "O Apelido de Eddie" (Eddie's Nickname)
20. "Morcegos da Mesma Pele" (Bats of a Feather)
21. "Nadando em Dinheiro" (Don't Bank on Herman)
22. "Dance comigo, Herman" (Dance with Me, Herman)
23. "Agente Secreto" (Follow That Munster)
24. "Amor Trancado" (Love Locked Out)
25. "Volte Pequeno Googie" (Come Back Little Googie)
26. "Fora Monstros!" (Far Out Munsters)
27. "Um Monstro em Casa" (Munsters on the Move)
28. "O Grande Astro" (Movie Star Munster)
29. "Herman, o Esportista" (Herman the Rookie)
30. "Country Club dos Monstros" (Country Club Munsters)
31. "O Amor Chega à Rua Pássaro Preto" (Love Comes to Mockingbird Heights)
32. "Múmia Monstro" (Mummy Munster)
33. "Lily Modelo" (Lily Munster, Girl Model)
34. "Monstro, o Magnífico" (Munster the Magnificent)
35. "O Retiro de Herman" (Herman's Happy Valley)
36. "O Manda-Brasa" (Hot Rod Herman)
37. "Cabide de Empregos" (Herman's Raise)
38. "Cuidado, Aí Vem Herman!" (Yes, Galen, There Is a Herman)

2ª Temporada - 1965/66 - 32 episódios
39. "A Psicologia Infantil de Herman" (Herman's Child Psychology)
40. "Herman, o Espião" (Herman, the Master Spy)
41. "Monstro, o Vaqueiro" (Bronco Bustin' Munster)
42. "Herman, o Fotógrafo" (Herman Munster, Shutter Bug)
43. "Herman, o Treinador do Ano" (Herman, Coach of the Year)
44. "Feliz Centenário" (Happy 100th Anniversary)
45. "Operação Herman" (Operation Herman)
46. "O Pensionista Excellente de Lily" (Lily's Star Boarder)
47. "Herman, o João-Ninguém" (John Doe Munster)
48. "Um Homem Para Marilyn" (A Man for Marilyn'")
49. "O Exame de Motorista de Herman" (Herman's Driving Test)
50. "O Sucesso Irá Estragar Herman?" (Will Success Spoil Herman Munster?)
51. "Monstro Subterrâneo" (Underground Munster)
52. "O Tesouro da Colina dos Tortos" (The Treasure of Mockingbird Heights)
53. "A Ofensiva de Paz de Herman" (Herman's Peace Offensive)
54. "Herman Escolhe o Campeão" (Herman Picks A Winner)
55. "Apenas Mais uma Cara Bonita" (Just Another Pretty Face)
56. "Conclave de Herman" (Big Heap Herman)
57. "O Vampiro Mais Bonito do Mundo" (The Most Beautiful Ghoul In The World)
58. "A Esposa Perdida do Vovô" (Grandpa's Lost Wife)
59. "A Esmeralda Fregosi" (The Fregosi Emerald)
60. "Zombo" (Zombo)
61. "Cyrano De Monstro" (Cyrano de Munster)
62. "O Músico" (The Musician)
63. "O Montro Pré-Histórico" (Prehistoric Munster)
64. "Visita de Johann" (A Visit from Johann)
65. "O Irmão de Eddie" (Eddie's Brother)
66. "Herman, o Chutador de Pneus" (Herman, the Tire Kicker)
67. "Uma Casa Dividida" (A House Divided)
68. "A Fraternidade de Herman" (Herman's Sorority Caper)
69. "O Processo de Herman" (Herman's Lawsuit)
70. "Uma Visita da Professora" (A Visit from the Teacher)

Filmes (com o mesmo elenco):
1966 – Monstros Não Amolem! (Munster Go Home!)
1981 – A Vingança dos Monstros (The Munsters' Revenge)